# Luna Alkalaj
Luna Alkalaj (Zagreb, 21. listopada 1928. – Beč, 9. listopada 2012.) hrvatsko - austrijska pijanistica i skladateljica.
Alkalaj je rođena u Zagrebu 1928. godine u židovskoj obitelji. Studirala je klavir pod Brunom Seidlhoferom i kompoziciju pod Alfred Uhlom na Bečkoj muzičkoj akademiji. 1858. godine dodijeljena joj je stipendija za studij u Rimu. Nakon studija, vratila se u Beč gdje je radila kao profesorica klavira na Muzičkoj akademiji.

## Nagrade
- Darmstadt 1963. i 1964.
- Gaudeamus 1967.
- Berlin 1972.
- International ISCM natjecanje u Italiji 1973.
- ORF Steiermark 1973.
- "Preis der Stadt Wien" 1992.

## Djela
- Apostroph (violina solo izvedba)
- Apostrophen (violončelo solo izvedba)
- Gyroskop (viola solo izvedba (1998))
- un sogno à tre (for flauta, viola and harfa (1990))
- relatif à la sonorité
- Touches (dva klavira)
- conversations à trois
- L'intérieur des pensées
- Applications
- Pas de deux (dva klarineta)
- Trio (saksofon, bubnjevi, kontrabas)
- Syntax
- En circuit · Der alte Friedhof in Prag (mezzosopran)
- Bagatellen (klavir solo izvedba)
- Transparenzen(klavir solo izvedba)
- Sentenzen (violina)
- Quasi una Fantasia (violina i klavir)
- Touches (klavir)
- Der übergangene Mensch
- A Game for Two (
- Due sentenze (mezzosopran, klavir)
- 3 poems
- En passant (flauta solo izvedba)

Djela Lune Alkalaj su izdana na dva CD-a:
- Der Tod Des Trompeters/Heiligenlegende (Audio CD - 1. prosinca 1995.)
- Vienna Modern Masters VMM3020